# Jabłonka (powiat ostródzki)
Jabłonka – osada w Polsce, położona w województwie warmińsko-mazurskim, w powiecie ostródzkim, w gminie Ostróda.
Do 2024 r. miejscowość była częścią wsi Stare Jabłonki. W latach 1975–1998 Jabłonka administracyjnie należała do województwa olsztyńskiego.